# Machta Hassan
Machta Hassan (Mashta Hassan, Mashta Hasan, Mishta Hasan) est un village du district du Akkar dans le Gouvernorat du Nord au Liban, situé à quelques kilomètres de la frontière syrienne.
Machta Hassan est né de la scission du village de Machta Hamzah, qui donna également naissance au village de Machta Hammoud.
Le village abrite encore de nombreux monuments, notamment des palais au style ottoman datant du XIXe siècle, aujourd'hui abandonnés et en état de ruine avancée. Ces palais ont été construits par les Beiks et les Aghas de la famille Al Dandachi, propriétaires de la région depuis le XVIIe siècle.
L'actuel maire du village est Maïssar Al Khaled Al Dandachi.